# Yoani Sánchez
Yoani María Sánchez Cordero (sinh ngày 4 tháng 9 năm 1975) là một blogger người Cuba đã trở nên nổi tiếng khắp thế giới và có nhiều giải thưởng quốc tế về những phản biện xã hội dưới chế độ hiện thời Cuba.
Sanchez theo học một trường tiểu học dưới sự viện trợ của Liên bang Xô viết. Tuy nhiên, sau sự sụp đổ của Liên Xô, các trường trung học và đại học mà cô theo học không còn nhận được viện trợ nữa, và dẫn đến việc hình thành một hệ thống giáo dục công với lối sống thượng lưu. Nền giáo dục này đã làm Sánchez tỉnh ngộ: đầu tiên, cô chán ghét và kinh tởm đối với "nền văn hóa cao cấp" này, và thứ hai cô không còn quan tâm đến triết học nữa, lĩnh vực nghiên cứu mà cô đã theo đuổi.
Sanchez vỡ mộng ngay trên chính đất nước của mình, cô rời Cuba sang Thụy Sĩ vào năm 2002, và chính trong thời gian này cô đã trở nên quan tâm đến khoa học máy tính. Cuối cùng Sanchez cũng trở về Cuba, cô đã giúp thành lập tạp chí Contodos, một tạp chí hoạt động như một diễn đàn tự do ngôn luận ở Cuba, và là một phương tiện truyền tin tức. Sanchez trở nên nổi tiếng với blog của mình, Generación Y (Thế hệ Y), bất chấp sự kiểm duyệt tại Cuba, cô đã xuất bản blog bằng cách gửi e-mail đến bạn bè ở nước ngoài để họ đăng lên trực tuyến. Blog của cô đã dịch và có sẳn trong 17 ngôn ngữ.
Tạp chí Time đưa cô vào danh sách 100 người có ảnh hưởng nhất thế giới năm 2008, với bình luận  "dưới mũi của một chế độ mà chưa bao giờ dung thứ cho bất đồng chính kiến, Sánchez đã làm những gì mà các nhà báo trên đất nước mình bị ràng buộc không thể tự do ngôn luận". Vào tháng 11 năm 2009, Tổng thống Mỹ Barack Obama, viết về blog Sánchez đã "phơi bày cho thế giới một cửa sổ thực tế về cuộc sống hàng ngày tại Cuba" và hoan nghênh những nỗ lực của cô để "trao quyền cho người dân Cuba được thể hiện bản thân thông qua việc sử dụng công nghệ".